# Agrotis koehleri
Agrotis koehleri är en fjärilsart som beskrevs av Emilio Berio 1963. Agrotis koehleri ingår i släktet Agrotis och familjen nattflyn. Inga underarter finns listade i Catalogue of Life.